# Magalloway
Magalloway Plantation ist eine ehemalige Plantation im Oxford County des Bundesstaates Maine in den Vereinigten Staaten. Im Jahr 2020 lebten dort 45 Einwohner in 80 Haushalten auf einer Fläche von 140,3 km². Im Jahr 2021 wurde die Plantation aufgelöst und gehört seither zu den gemeindefreien Gebieten von Maine.

## Geographie
Nach dem United States Census Bureau hat Magalloway Plantation eine Gesamtfläche von 140,3 km², von der 125,3 km² Land sind und 15,0 km² aus Gewässern bestehen.

### Geographische Lage
Magalloway Plantation liegt im Nordwesten des Oxford Countys und grenzt an das Coös County in New Hampshire. Im Nordosten liegt auf dem Gebiet der Plantation der Beaver Pond, zentral im Norden der Sturtevant Pond und im Osten der Cranberry Pond. Sie sind durch den Sturtevant Stream verbunden und ihr Abfluss ist der Bear Brook, der das Gebiet in südwestlicher Richtung verlässt. Im Südwesten grenzt der Umbagog Lake an und im Südosten der Lower Richardson Lake.  Die Oberfläche des Gebietes ist hügelig, die höchste Erhebung ist der 675 m hohe Johnson Mountain.

### Nachbargemeinden
Alle Entfernungen sind als Luftlinien zwischen den offiziellen Koordinaten der Orte aus der Volkszählung 2010 angegeben.
- Norden: Lincoln Plantation, 14,2 km
- Osten: North Oxford, Unorganized Territory, 12,4 km
- Süden: Upton, 10,6 km
- Südwesten: Errol, Coös County, New Hampshire, 12,6 km
- Nordwesten: Second College Grant, Coös County, New Hampshire, 16,1 km

## Geschichte
Zunächst wurde das Gebiet Township No. 5, First Range West of Bingham's Kennebec Purchase (T5 R1 WBKP) genannt und im Jahr 1860 organisiert, um den Bewohnern das Wahlrecht zu ermöglichen. Als Plantation wurde Magalloway am 5. März 1883 organisiert. Dies wurde 1991 bestätigt.

### Einwohnerentwicklung
| Volkszählungsergebnisse – Magalloway Plantation, Maine | Volkszählungsergebnisse – Magalloway Plantation, Maine | Volkszählungsergebnisse – Magalloway Plantation, Maine | Volkszählungsergebnisse – Magalloway Plantation, Maine | Volkszählungsergebnisse – Magalloway Plantation, Maine | Volkszählungsergebnisse – Magalloway Plantation, Maine | Volkszählungsergebnisse – Magalloway Plantation, Maine | Volkszählungsergebnisse – Magalloway Plantation, Maine | Volkszählungsergebnisse – Magalloway Plantation, Maine | Volkszählungsergebnisse – Magalloway Plantation, Maine | Volkszählungsergebnisse – Magalloway Plantation, Maine |
| Jahr                                                   | 1800                                                   | 1810                                                   | 1820                                                   | 1830                                                   | 1840                                                   | 1850                                                   | 1860                                                   | 1870                                                   | 1880                                                   | 1890                                                   |
| ------------------------------------------------------ | ------------------------------------------------------ | ------------------------------------------------------ | ------------------------------------------------------ | ------------------------------------------------------ | ------------------------------------------------------ | ------------------------------------------------------ | ------------------------------------------------------ | ------------------------------------------------------ | ------------------------------------------------------ | ------------------------------------------------------ |
| Einwohner                                              |                                                        |                                                        |                                                        |                                                        |                                                        |                                                        |                                                        |                                                        | 45                                                     | 79                                                     |
| Jahr                                                   | 1900                                                   | 1910                                                   | 1920                                                   | 1930                                                   | 1940                                                   | 1950                                                   | 1960                                                   | 1970                                                   | 1980                                                   | 1990                                                   |
| Einwohner                                              | 77                                                     | 97                                                     | 86                                                     | 83                                                     | 84                                                     | 83                                                     | 50                                                     | 75                                                     | 79                                                     | 45                                                     |
| Jahr                                                   | 2000                                                   | 2010                                                   | 2020                                                   | 2030                                                   | 2040                                                   | 2050                                                   | 2060                                                   | 2070                                                   | 2080                                                   | 2090                                                   |
| Einwohner                                              | 37                                                     | 46                                                     | 45                                                     |                                                        |                                                        |                                                        |                                                        |                                                        |                                                        |                                                        |

## Wirtschaft und Infrastruktur

### Verkehr
Durch den nordwestlichen Teil der Plantation verläuft die Maine State Route 16. Ansonsten gibt es keine weiteren befestigten Straßen, sondern nur noch unbefestigte Straßen auf dem Gebiet.

### Öffentliche Einrichtungen
Es gibt auf dem Gebiet der Magalloway Plantation außer einem Campingplatz und einem Restaurant keine infrastrukturellen Einrichtungen. Die nächstgelegene Town mit entsprechenden Einrichtungen ist Errol in New Hampshire.

### Bildung
Für die Schulbildung ist das Magalloway Plt School Department zuständig.